# Карл Людвиг Австрийский (1918—2007)
Эрцгерцог Карл Людвиг Австрийский, также известен как Людвиг Карл Габсбург-Лотарингский (нем. Carl Ludwig Maria Franz Joseph Michael Robert Gabriel Antonius Pius Stephan Gregor Ignazio Markus d'Aviano, Erzherzog und Prinz von Österreich, Prinz von Ungarn, Kroatien, und Böhmen (10 марта 1918, Баден — 11 декабря 2007, Брюссель) — представитель Габсбург-Лотарингского дома. С рождения носил титулы — эрцгерцог Австрийский, принц Венгерский, Хорватский и Богемский.

## Биография

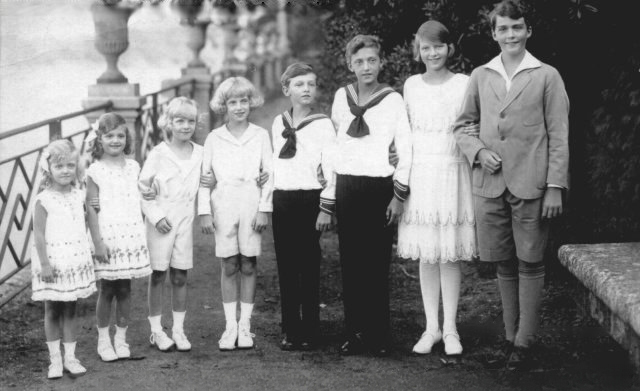
Дети императорской четы: Отто, Аделаида, Роберт, Феликс, Карл Людвиг, Рудольф, Шарлотта и Елизавета (справа налево)

Родился 10 марта 1918 года в Бадене под Веной (Австро-Венгрия). Четвертый сын последнего императора Австро-Венгрии Карла I (1887—1922) и его супруги, принцессы Циты Бурбон-Пармской (1892—1989). Его рождение приветствовал залп из 101 орудия. Карл Людвиг родился за несколько месяцев до распада Австро-Венгерской империи. Своё детство он провел в изгнании. Первоначально в 1919 году императорская семья эмигрировала в Швейцарию. В течение ряда лет эрцгерцог Карл Людвиг вместе с братьями и сестрами проживал у своей бабушки, Марии Антонии Португальской (1862—1959), в замке Фартегг в кантоне Санкт-Галлен. С февраля 1922 года Карл Людвиг с братьями и сестрами проживал на острове Мадейра (Португалия). В 1922 году после смерти Карла I его вдова с детьми переселилась в Испанию, где король Альфонсо XIII выделил им для проживания дворец в городе Лекейтио (Страна Басков). В 1929 году императорская семья выехала из Испании в Бельгию, где поселилась в Стеноккерзеле.
Эрцгерцог Карл Людвиг, как и его старший брат Отто, учился в Лёвенском католическом университете. После немецкого вторжения в Бельгию в 1940 году вдовствующая императрица Цита с детьми уехала в Северную Америку. Цита поселилась со своими младшими детьми, среди них был и Карл Людвиг, в Квебеке в Канаде. Здесь Карл Людвиг окончил Университет Лаваля по политическим и общественным наукам.
В 1943 году эрцгерцог Карл Людвиг Австрийский вступил в ряды американской армии. От имени президента Рузвельта он вел в нейтральной Португалии секретные переговоры с Венгрией о восстановлении монархии, но потерпел неудачу. В 1944 году в рядах союзников участвовал в высадке в Нормандии. В 1947 году он уволился в звании майора с военной службы.
В 1958 году Карл Людвиг с семьей вернулся в Европу, где стал работать в холдинге «Société Générale de Belgique». Позднее он основал для этого холдинга компанию «Genstar» в Канаде, которую он возглавлял до 1986 года. На момент его выхода на пенсию в 1986 году в компании «Genstar» насчитывалось более двадцати тысяч сотрудников, которые работали в таких различных отраслях, как строительство, цемент, химия, морской транспорт, финансы и высокие технологии.
Эрцгерцог Карл Людвиг вместе со страшим братом Феликсом добивался от правительства Австрии компенсации за конфискованное имущество династии Габсбургов в 1919 году.
11 декабря 2007 года 89-летний эрцгерцог Карл Людвиг Австрийский скончался в Брюсселе. Он был похоронен рядом с матерью в императорском склепе в Вене.

## Семья
17 января 1950 года в замке Белёй в Бельгии эрцгерцог Карл Людвиг Австрийский женился на принцессе Иоланде де Линь (6 мая 1923 — 13 сентября 2023), второй дочери Эжена, 11-го принца де Линь (1893—1960), и Филиппины де Ноай (1898—1991). У супругов было четверо детей:
- Эрцгерцог Рудольф Австрийский (род. 17 ноября 1950), женат с 1976 года на баронессе Елене де Вийенфань де Вожельсанк (род. 24 апреля 1954). 29 мая 1978 года он, его дети и потомки по мужской линии были в включены в состав бельгийского дворянства[5], получив титулы и стили: "Светлейшего Высочества принцев и принцесс Габсбург-Лотарингских[5] Рудольф работает инвестиционным менеджером в компании «AAA Gestion»[6]. У них восемь детей:
  - Эрцгерцог Карл Кристиан Австрийский (род. 9 мая 1977), женат с 2007 года на Эстелле де Сайнт-Ромайн (1979-2025)
    - Эрцгерцогиня Цита Австрийская (род. 2008)
    - Эрцгерцогиня Анешка Австрийская (род. 2010)
    - Эрцгерцогиня Анна Австрийская (род. 2012)
    - Эрцгерцогиня Паола Австрийская (род. 2014)
    - Эрцгерцог Пьер-Джорджио (род.2021)

  - Эрцгерцогиня Присцилла Австрйиская (род. 5 июня 1979)
  - Эрцгерцог Иоганн Австрийский (род. 1 июня 1981)
  - Эрцгерцог Томас Австрийский (род. 13 октября 1983)
  - Эрцгерцогиня Мария дес Найгес Австрийская (род. 17 июня 1986)
  - Эрцгерцог Франц Людвиг Австрийский (род. 5 октября 1988), обручен с Матильдой Виньон (род. 1992)
    - Пиа (род. февраль 2024)

  - Эрцгерцог Микаэл Австрийский (род. 15 сентября 1990)
  - Эрцгерцог Иосиф Австрийский (род. 14 ноября 1991)
- Эрцгерцогиня Александра Австрийская (род. 10 июля 1952), муж с 1984 года Гектор Ризл Контресас (род. 16 января 1943)[7]. Трое детей:
  - Фелипе Ризл (род. 1986), женат на Пилар Уидобро:
    - Франциско Ризл (род. 2015)

  - Мария София Ризл (род. 1988)
  - Констанция Ризл (род. 1989)
- Эрцгерцог Карл Кристиан Австрийский (род. 26 августа 1954), женат с 1982 года на принцессе Марии Астрид Люксембургской (род. 17 февраля 1954)[5]. Как и его старший брат Рудольф, работает менеджером по инвестициям в компании «AAA Gestion». У них пятеро детей:
  - Эрцгерцогиня Мария Кристина Австрийская (род. 31 июля 1983), муж с 2008 года граф Рудольф де Лимбург-Штирум (род. 1979), трое детей:
    - Граф Леопольд де Лимбург-Штирум (род. 2011)
    - Граф Константин де Лимбург-Штирум (род. 2013)[8]
    - Граф Габриэль де Лимбург-Штирум (род. 2016)

  - Эрцгерцог Имре Австрийский (род. 8 декабря 1985), женат с 2012 года на Кэтлин Элизабет Уолкер (род. 1986)[9], пятеро детей:
    - Эрцгерцогиня Мария Стелла Австрийская (род. 2013)[8]
    - Эрцгерцогиня Магдалена Австрийская (род. 2016)
    - Эрцгерцогиня Джулиана Австрийская (род. 2018)[10]
    - Эрцгерцогиня Сесилия Австрийская (род. 2021)
    - Эрцгерцог Карл Австрийский (род. 2023)

  - Эрцгерцог Кристоф Австрийский (род. 2 февраля 1988), женат с 2012 года на Аделаиде Драп-Фриш (род. 1989)[11], четверо дочери:
    - Эрцгерцогиня Катарина Австрийская (род. 2014)
    - Эрцгерцогиня София Австрийская (род. 2017)
    - Эрцгерцог Йозеф Австрийский (род. 2020)
    - Эрцгерцогиня Флавия Австрийская (род. 2023)

  - Эрцгерцог Александр Австрийский (род. 26 сентября 1990)
  - Эрцгерцогиня Габриэлла Австрийская (род. 26 марта 1994), помолвлена со своим троюродным братом Анри Бурбон-Пармским, трое дочерей:
    - принцесса Виктория Бурбон-Пармская (род. 2018)
    - принцесса Анастасия Бурбон-Пармская (род. 2021)
    - принцесса Филиппина Бурбон-Пармская (род. 2023)
- Эрцгерцогиня Мария Констанция Австрийская (род. 19 октября 1957), муж с 1994 года Франц-Иосиф, князь (фюрст) фон Ауэрсперг-Траутсон (род. 11 декабря 1954)[5] . Четверо дочерей:
  - Анна Мария (род. 1997)[5] приёмная дочь:
  - Принцесса Александра Мария (1998—1998)
  - Принцесса Ладислая (род. 1999)
  - Принцесса Элеонора (род. 2002)

## Публикации
- Social Monarchy.[1]